# Туровка (Тернопольская область)
Туровка (укр. Турівка) — село в Подволочисской поселковой общине Тернопольского района Тернопольской области Украины.
До 2020 года входило в Подволочисский район.
Население по переписи 2001 года составляло 725 человек. Почтовый индекс — 47862. Телефонный код — 3543.